# Eleições presidenciais portuguesas de 2001 no distrito de Lisboa
| Eleições presidenciais portuguesas de 2001 Distritos: Aveiro \| Beja \| Braga \| Bragança \| Castelo Branco \| Coimbra \| Évora \| Faro \| Guarda \| Leiria \| Lisboa \| Portalegre \| Porto \| Santarém \| Setúbal \| Viana do Castelo \| Vila Real \| Viseu \| Açores \| Madeira \| Estrangeiro |

## Resultados por Concelho
Os resultados nos concelhos do Distrito de Lisboa foram os seguintes:

### Alenquer
| Candidato               | Candidato                  | Votos  | %               |
| ----------------------- | -------------------------- | ------ | --------------- |
|                         | Jorge Sampaio              | 10 092 | 62,76 / 100,00  |
|                         | Joaquim Ferreira do Amaral | 3 924  | 24,40 / 100,00  |
|                         | António Abreu              | 1 397  | 8,69 / 100,00   |
|                         | Fernando Rosas             | 420    | 2,61 / 100,00   |
|                         | António Garcia Pereira     | 248    | 1,54 / 100,00   |
| Votos Inválidos         | Votos Inválidos            | 403    | 2,45 / 100,00   |
| Total                   | Total                      | 16 484 | 100,00 / 100,00 |
| Eleitorado/Participação | Eleitorado/Participação    | 30 598 | 53,87 / 100,00  |

### Amadora
| Candidato               | Candidato                  | Votos   | %               |
| ----------------------- | -------------------------- | ------- | --------------- |
|                         | Jorge Sampaio              | 44 625  | 58,74 / 100,00  |
|                         | Joaquim Ferreira do Amaral | 20 626  | 27,15 / 100,00  |
|                         | António Abreu              | 6 517   | 8,58 / 100,00   |
|                         | Fernando Rosas             | 2 672   | 3,52 / 100,00   |
|                         | António Garcia Pereira     | 1 528   | 2,01 / 100,00   |
| Votos Inválidos         | Votos Inválidos            | 2 523   | 3,21 / 100,00   |
| Total                   | Total                      | 78 491  | 100,00 / 100,00 |
| Eleitorado/Participação | Eleitorado/Participação    | 150 183 | 52,26 / 100,00  |

### Arruda dos Vinhos
| Candidato               | Candidato                  | Votos | %               |
| ----------------------- | -------------------------- | ----- | --------------- |
|                         | Jorge Sampaio              | 2 534 | 63,14 / 100,00  |
|                         | Joaquim Ferreira do Amaral | 1 123 | 27,98 / 100,00  |
|                         | António Abreu              | 188   | 4,68 / 100,00   |
|                         | Fernando Rosas             | 109   | 2,72 / 100,00   |
|                         | António Garcia Pereira     | 59    | 1,47 / 100,00   |
| Votos Inválidos         | Votos Inválidos            | 103   | 2,50 / 100,00   |
| Total                   | Total                      | 4 116 | 100,00 / 100,00 |
| Eleitorado/Participação | Eleitorado/Participação    | 8 061 | 51,06 / 100,00  |

### Azambuja
| Candidato               | Candidato                  | Votos  | %               |
| ----------------------- | -------------------------- | ------ | --------------- |
|                         | Jorge Sampaio              | 5 563  | 63,13 / 100,00  |
|                         | Joaquim Ferreira do Amaral | 1 931  | 21,91 / 100,00  |
|                         | António Abreu              | 839    | 9,52 / 100,00   |
|                         | Fernando Rosas             | 338    | 3,84 / 100,00   |
|                         | António Garcia Pereira     | 141    | 1,60 / 100,00   |
| Votos Inválidos         | Votos Inválidos            | 253    | 2,79 / 100,00   |
| Total                   | Total                      | 9 065  | 100,00 / 100,00 |
| Eleitorado/Participação | Eleitorado/Participação    | 16 843 | 53,82 / 100,00  |

### Cadaval
| Candidato               | Candidato                  | Votos  | %               |
| ----------------------- | -------------------------- | ------ | --------------- |
|                         | Jorge Sampaio              | 3 044  | 57,72 / 100,00  |
|                         | Joaquim Ferreira do Amaral | 1 917  | 36,35 / 100,00  |
|                         | António Abreu              | 130    | 2,46 / 100,00   |
|                         | Fernando Rosas             | 121    | 2,29 / 100,00   |
|                         | António Garcia Pereira     | 62     | 1,18 / 100,00   |
| Votos Inválidos         | Votos Inválidos            | 160    | 2,94 / 100,00   |
| Total                   | Total                      | 5 434  | 100,00 / 100,00 |
| Eleitorado/Participação | Eleitorado/Participação    | 11 946 | 45,49 / 100,00  |

### Cascais
| Candidato               | Candidato                  | Votos   | %               |
| ----------------------- | -------------------------- | ------- | --------------- |
|                         | Jorge Sampaio              | 34 553  | 50,53 / 100,00  |
|                         | Joaquim Ferreira do Amaral | 26 431  | 38,65 / 100,00  |
|                         | António Abreu              | 3 423   | 5,01 / 100,00   |
|                         | Fernando Rosas             | 2 438   | 3,57 / 100,00   |
|                         | António Garcia Pereira     | 1 535   | 2,24 / 100,00   |
| Votos Inválidos         | Votos Inválidos            | 2 547   | 3,59 / 100,00   |
| Total                   | Total                      | 70 927  | 100,00 / 100,00 |
| Eleitorado/Participação | Eleitorado/Participação    | 146 844 | 48,30 / 100,00  |

### Lisboa
| Candidato               | Candidato                  | Votos   | %               |
| ----------------------- | -------------------------- | ------- | --------------- |
|                         | Jorge Sampaio              | 153 992 | 53,49 / 100,00  |
|                         | Joaquim Ferreira do Amaral | 99 662  | 34,62 / 100,00  |
|                         | António Abreu              | 16 513  | 5,74 / 100,00   |
|                         | Fernando Rosas             | 11 177  | 3,88 / 100,00   |
|                         | António Garcia Pereira     | 6 546   | 2,27 / 100,00   |
| Votos Inválidos         | Votos Inválidos            | 10 265  | 3,45 / 100,00   |
| Total                   | Total                      | 298 155 | 100,00 / 100,00 |
| Eleitorado/Participação | Eleitorado/Participação    | 587 414 | 50,76 / 100,00  |

### Loures
| Candidato               | Candidato                  | Votos   | %               |
| ----------------------- | -------------------------- | ------- | --------------- |
|                         | Jorge Sampaio              | 53 143  | 60,64 / 100,00  |
|                         | Joaquim Ferreira do Amaral | 21 601  | 24,65 / 100,00  |
|                         | António Abreu              | 8 181   | 9,34 / 100,00   |
|                         | Fernando Rosas             | 2 993   | 3,42 / 100,00   |
|                         | António Garcia Pereira     | 1 716   | 1,96 / 100,00   |
| Votos Inválidos         | Votos Inválidos            | 3 231   | 3,56 / 100,00   |
| Total                   | Total                      | 90 865  | 100,00 / 100,00 |
| Eleitorado/Participação | Eleitorado/Participação    | 161 518 | 56,26 / 100,00  |

### Lourinhã
| Candidato               | Candidato                  | Votos  | %               |
| ----------------------- | -------------------------- | ------ | --------------- |
|                         | Joaquim Ferreira do Amaral | 4 601  | 48,95 / 100,00  |
|                         | Jorge Sampaio              | 4 315  | 45,91 / 100,00  |
|                         | Fernando Rosas             | 204    | 2,17 / 100,00   |
|                         | António Abreu              | 158    | 1,68 / 100,00   |
|                         | António Garcia Pereira     | 121    | 1,29 / 100,00   |
| Votos Inválidos         | Votos Inválidos            | 294    | 3,03 / 100,00   |
| Total                   | Total                      | 9 693  | 100,00 / 100,00 |
| Eleitorado/Participação | Eleitorado/Participação    | 19 465 | 49,80 / 100,00  |

### Mafra
| Candidato               | Candidato                  | Votos  | %               |
| ----------------------- | -------------------------- | ------ | --------------- |
|                         | Jorge Sampaio              | 11 818 | 57,55 / 100,00  |
|                         | Joaquim Ferreira do Amaral | 7 226  | 35,19 / 100,00  |
|                         | António Abreu              | 622    | 3,03 / 100,00   |
|                         | Fernando Rosas             | 523    | 2,55 / 100,00   |
|                         | António Garcia Pereira     | 346    | 1,68 / 100,00   |
| Votos Inválidos         | Votos Inválidos            | 647    | 3,06 / 100,00   |
| Total                   | Total                      | 21 182 | 100,00 / 100,00 |
| Eleitorado/Participação | Eleitorado/Participação    | 39 853 | 53,15 / 100,00  |

### Odivelas
| Candidato               | Candidato                  | Votos   | %               |
| ----------------------- | -------------------------- | ------- | --------------- |
|                         | Jorge Sampaio              | 35 373  | 59,62 / 100,00  |
|                         | Joaquim Ferreira do Amaral | 17 100  | 28,82 / 100,00  |
|                         | António Abreu              | 3 699   | 6,23 / 100,00   |
|                         | Fernando Rosas             | 1 980   | 3,34 / 100,00   |
|                         | António Garcia Pereira     | 1 176   | 1,98 / 100,00   |
| Votos Inválidos         | Votos Inválidos            | 2 034   | 3,31 / 100,00   |
| Total                   | Total                      | 61 362  | 100,00 / 100,00 |
| Eleitorado/Participação | Eleitorado/Participação    | 112 394 | 54,60 / 100,00  |

### Oeiras
| Candidato               | Candidato                  | Votos   | %               |
| ----------------------- | -------------------------- | ------- | --------------- |
|                         | Jorge Sampaio              | 37 255  | 52,98 / 100,00  |
|                         | Joaquim Ferreira do Amaral | 24 407  | 34,71 / 100,00  |
|                         | António Abreu              | 4 185   | 5,95 / 100,00   |
|                         | Fernando Rosas             | 2 858   | 4,06 / 100,00   |
|                         | António Garcia Pereira     | 1 619   | 2,30 / 100,00   |
| Votos Inválidos         | Votos Inválidos            | 2 815   | 3,84 / 100,00   |
| Total                   | Total                      | 73 139  | 100,00 / 100,00 |
| Eleitorado/Participação | Eleitorado/Participação    | 137 338 | 53,25 / 100,00  |

### Sintra
| Candidato               | Candidato                  | Votos   | %               |
| ----------------------- | -------------------------- | ------- | --------------- |
|                         | Jorge Sampaio              | 71 397  | 59,12 / 100,00  |
|                         | Joaquim Ferreira do Amaral | 34 373  | 28,46 / 100,00  |
|                         | António Abreu              | 7 800   | 6,46 / 100,00   |
|                         | Fernando Rosas             | 4 567   | 3,78 / 100,00   |
|                         | António Garcia Pereira     | 2 627   | 2,18 / 100,00   |
| Votos Inválidos         | Votos Inválidos            | 4 349   | 3,47 / 100,00   |
| Total                   | Total                      | 125 113 | 100,00 / 100,00 |
| Eleitorado/Participação | Eleitorado/Participação    | 251 582 | 49,73 / 100,00  |

### Sobral de Monte Agraço
| Candidato               | Candidato                  | Votos | %               |
| ----------------------- | -------------------------- | ----- | --------------- |
|                         | Jorge Sampaio              | 2 070 | 63,03 / 100,00  |
|                         | Joaquim Ferreira do Amaral | 747   | 22,75 / 100,00  |
|                         | António Abreu              | 320   | 9,74 / 100,00   |
|                         | Fernando Rosas             | 96    | 2,92 / 100,00   |
|                         | António Garcia Pereira     | 51    | 1,55 / 100,00   |
| Votos Inválidos         | Votos Inválidos            | 80    | 2,37 / 100,00   |
| Total                   | Total                      | 3 364 | 100,00 / 100,00 |
| Eleitorado/Participação | Eleitorado/Participação    | 6 782 | 49,60 / 100,00  |

### Torres Vedras
| Candidato               | Candidato                  | Votos  | %               |
| ----------------------- | -------------------------- | ------ | --------------- |
|                         | Jorge Sampaio              | 16 750 | 57,77 / 100,00  |
|                         | Joaquim Ferreira do Amaral | 9 608  | 33,14 / 100,00  |
|                         | António Abreu              | 1 457  | 5,02 / 100,00   |
|                         | Fernando Rosas             | 771    | 2,66 / 100,00   |
|                         | António Garcia Pereira     | 410    | 1,41 / 100,00   |
| Votos Inválidos         | Votos Inválidos            | 776    | 2,60 / 100,00   |
| Total                   | Total                      | 29 772 | 100,00 / 100,00 |
| Eleitorado/Participação | Eleitorado/Participação    | 58 986 | 50,47 / 100,00  |

### Vila Franca de Xira
| Candidato               | Candidato                  | Votos  | %               |
| ----------------------- | -------------------------- | ------ | --------------- |
|                         | Jorge Sampaio              | 31 168 | 62,68 / 100,00  |
|                         | Joaquim Ferreira do Amaral | 10 195 | 20,50 / 100,00  |
|                         | António Abreu              | 5 909  | 11,88 / 100,00  |
|                         | Fernando Rosas             | 1 564  | 3,15 / 100,00   |
|                         | António Garcia Pereira     | 892    | 1,79 / 100,00   |
| Votos Inválidos         | Votos Inválidos            | 1 462  | 2,85 / 100,00   |
| Total                   | Total                      | 51 190 | 100,00 / 100,00 |
| Eleitorado/Participação | Eleitorado/Participação    | 94 888 | 53,95 / 100,00  |